# Rhodesische dollar
De Rhodesische dollar was tussen 1970 en 1980 de munteenheid van Rhodesië. Het was verdeeld in 100 cent.

## Geschiedenis
De Rhodesische dollar werd geïntroduceerd op 17 februari 1970, minder dan een maand nadat Rhodesië zichzelf tot republiek had uitgeroepen. De munt verving het Rhodesische pond. De Rhodesische dollar was de munteenheid van Rhodesië tot het einde van de staat, tot 1980. In 1980 kwam de Zimbabwaanse dollar in de plaats van de Rhodesische dollar.